# カトリック東長崎教会
カトリック東長崎教会（カトリックひがしながさききょうかい）は、長崎県長崎市にある、キリスト教（カトリック）の聖堂。
本河内教会同様、コンベンツアル聖フランシスコ修道会が司牧する。

## 沿革[1]
- 1962年6月17日、聖母の騎士東長崎幼稚園経営のため、コンベンツアル聖フランシスコ会修道院として建設。その後本河内教会の巡回教会として山口大司教によって祝別された。
- 1985年12月25日、本河内小教区から分離・独立。里脇枢機卿によって、東長崎小教区として設立された。